# Glucosa-6-fosfato deshidrogenasa (coenzima-F420)
La Glucosa-6-fosfato deshidrogenasa (coenzima-F420) (EC 1.1.98.2,  es una enzima que cataliza la siguiente reacción química:
Por lo tanto los dos sustratos de esta enzima son D-glucosa 6-fosfato y coenzima F420 oxidada; mientras que los dos productos son 6-fosfo-D-glucono-1,5-lactona y coenzima F420 reducida.

## Clasificación
Esta enzima pertenece a la familia de las oxidorreductasas, más específicamente a aquellas oxidorreductasas que actúan sobre grupos CH-OH utilizándolos como dadores de electrones y con otros aceptores conocidos.

## Nomenclatura
El nombre sistemático de esta enzima es D-glucosa-6-fosfato:F420 1-oxidoreductasa. Otros nombres con los que se la conoce pueden ser: glucosa-6-fosfato deshidrogenasa coenzima F420-dependiente, glucosa-6-fosfato deshidrogenasa F420-dependiente, FGD1, Rv0407 y glucosa-6-fosfato deshidrogenasa 1 F420-dependiente.

## Estructura y características
Originalmente descubierta en Mycobacterium smegmatis, se pudo determinar que esta enzima no podía utilizar NAD, ni NADP como cofactor. Una vez purificada, reveló una estructura homodimérica con una masa de 78 KDa. Un estudio posterior que analizó una serie de organismos de los que se sabía contienen la coenzima F420, encontró que todas las especies de crecimiento libre de Mycobacterium, incluyendo la especie patógena Mycobacterium tuberculosis poseen esta actividad. La enzima posee una altísima especificidad para la glucosa-6-fosfato.
El gen fgd1 de Mycobacterium tuberculosis que codifica para esta enzima ha sido clonado y sobreexpresado en Mycobacterium smegmatis como una proteína de fusión marcada con histidina. Esta proteína recombinante ha sido purificada y su estructura ha sido determinada por cristalografía de rayos X a una resolución de 2.1 Ångstrom.